# Following, le suiveur
Pour les articles homonymes, voir Following.
Pour plus de détails, voir Fiche technique et Distribution.
Following, le suiveur (Following) est un thriller britannique de 69 minutes tourné en noir et blanc par Christopher Nolan et sorti en 1998.

## Synopsis
Bill est un jeune écrivain qui, par curiosité, prend des inconnus en filature dans les rues de Londres. Ses maladresses et son manque de rigueur lorsqu'il cherche à trop s'approcher de ses sujets le conduisent à être repéré et à être lui-même suivi par Cobb, un cambrioleur psychopathe, sophistiqué et risque-tout. Cobb persuade peu à peu Bill de sauter le pas entre filer et entrer par effraction dans les maisons des personnes qu'il suit.

## Fiche technique
- Réalisation et scénario : Christopher Nolan
- Direction artistique : Tristan Martin
- Décors : Tristan Martin
- Photo : Christopher Nolan
- Montage : Christopher Nolan et Gareth Heal
- Musique : David Julyan
- Production : Christopher Nolan, Jeremy Theobald, Emma Thomas, Peter Broderick (exécutif)
- Distribution :  Zeitgeist Films
 Momentum Pictures
 Les Acacias
- Budget : 6 000 dollars[1]
- Pays :  Royaume-Uni
- Langue de tournage : anglais
- Format : noir et blanc - 1,37:1 - 16 mm[2]
- Dates de sortie : 
  -  Royaume-Uni : 12 septembre 1998
  -  France : 1er décembre 1999

## Distribution
- Jeremy Theobald : Bill
- Alex Haw : Cobb
- Lucy Russell : la Blonde
- John Nolan : le policier
- Dick Bradsell : The Bald Guy
- Gillian El-Kadi : la propriétaire de la maison
- Jennifer Angel : la serveuse
- Nicolas Carlotti : le barman
- Darren Ormandy : Accountant
- Guy Greenway : Heavy #1
- Tassos Stevens : Heavy #2
- Tristan Martin : l'homme au bar
- Rebecca James : la femme au bar
- Paul Mason : l'ami de la propriétaire de la maison
- David Bovill : le mari de la propriétaire de la maison
- Matthew Jones
- David Julyan
- David Lloyd
- Emma Thomas

## Tournage
Le tournage de ce film à petit budget s'est déroulé à Londres. Il s'est étalé sur plus d'un an à raison de 15 minutes de film chaque samedi, la plupart des acteurs et des membres de l'équipe technique ayant par ailleurs un emploi pendant la semaine.

## Accueil
Following a obtenu plusieurs prix dans des festivals indépendants (Festival international du film de Toronto en 1998, Festival international du film de Thessalonique 1999…). Il génère un petit phénomène de culte, exacerbé par le second film du réalisateur, Memento (2000). Ainsi, il sera à nouveau présenté dans des festivals, notamment le AFM International Independent Film Festival en Turquie en janvier 2002 et le Palm Springs International Film Festival en janvier 2003.

## Un avant-goût du style de Nolan
On y retrouve plusieurs techniques chères au réalisateur Christopher Nolan, comme la narration non chronologique, qu'il utilisera dans Memento, un héros naïf sur lequel les autres protagonistes essaient de prendre avantage, ou un étonnant retournement final.

## Autour du film
- Christopher Nolan réutilise le nom de Cobb pour le protagoniste de Inception (2010), incarné par Leonardo DiCaprio.
- Emma Thomas, qui produit le film, n'est autre que l'épouse de Christopher Nolan avec qui elle a fondé la société de production Syncopy Films.
- John Nolan qui joue ici un policier est l'oncle de Christopher Nolan ; il tient également le rôle de Fredericks dans Batman Begins (2005) et The Dark Knight Rises (2012).
- On peut apercevoir le symbole Batman sur la porte d'entrée de l'appartement de Bill, et aussi une photo de Jack Nicholson du film Shining dans sa chambre.

## Distinctions

### Récompenses
- Festival du film britannique de Dinard 1999 : Hitchcock d'argent[6]
- Festival international du film de Newport 1999 : Meilleur réalisateur
- Festival international du film de Rotterdam 1999 : Tigre d'or
- Slamdance Film Festival 1999 : Meilleur film en noir et blanc